# Saleha Farooq Etemadi
Saleha Farooq Etemadi, var en afghansk politiker.
Hon var socialförsäkringsminister 1990-1992. Hon tillhörde de första fem kvinnliga ministrarna i sitt land: efter henne blev ingen kvinna minister igen förrän Sima Samar efter talibanernas fall 2001.